# 恩村红军标语
恩村红军标语，位于中国广东省韶关市仁化县城口镇恩村，为仁化县的一个县级文物保护单位，类型为近现代重要史迹及代表性建筑，公布时间为1989年6月3日。
恩村红军标语的历史年代为1935年。